# 福克F.IX
福克F.IX（荷蘭語：Fokker F.IX）是一款由荷蘭福克飛行器公司在1920年代末所研發和生產的三引擎高單翼機，為荷蘭皇家航空的荷屬東印度航線提供合適的飛機。然而由於大萧条的來臨，使得飛機最終只生產了兩架。

## 歷史
1929年10月，首架福克F.IX（註冊編號PH-AGA）取得適航證後，便立即飛往倫敦以吸引傳媒和大眾的注意，但並沒有替福克公司贏得訂單。月底紐約股市崩潰，大萧条來臨使得航空公取對新飛機的投資卻步。整體而言，福克F.IX並沒有甚麼革命性進步。飛機客艙較寬敞，每排可容納三個座位。由於歐洲經濟困境，荷蘭皇家航空只好把飛機用在東印度航線。PH-AGA於1930年11月13日執行首個東印度航班，13天的日程前往巴達維亞。PH-AGA於1936年退役，第二架飛機（註冊編號PH-AFK）則在1931年8月4日起飛時墜毀。
捷克斯洛伐克的阿维亚公司（Avia）取得生產執照，在國內生產同樣的飛機，名為F.39，主要用戶為捷克斯洛伐克空軍和捷克斯洛伐克航空，共生產了16架。

## 性能
基本信息
- 机组：2人
- 容量：20人

性能